# Eduardo Paniagua
Eduardo Paniagua (Madrid, 1952) es un arquitecto y músico español especializado en la música de la España medieval.

## Biografía
Entre 1966 y 1983 participa en el grupo Atrium Musicæ de Madrid tocando instrumentos de viento y percusión. Posteriormente es miembro fundador de los grupos Cálamus (junto con Begoña Olavide, Carlos Paniagua, Rosa Olavide y Luis Delgado) y Hoquetus, especializados en la música arábigo-andaluza.

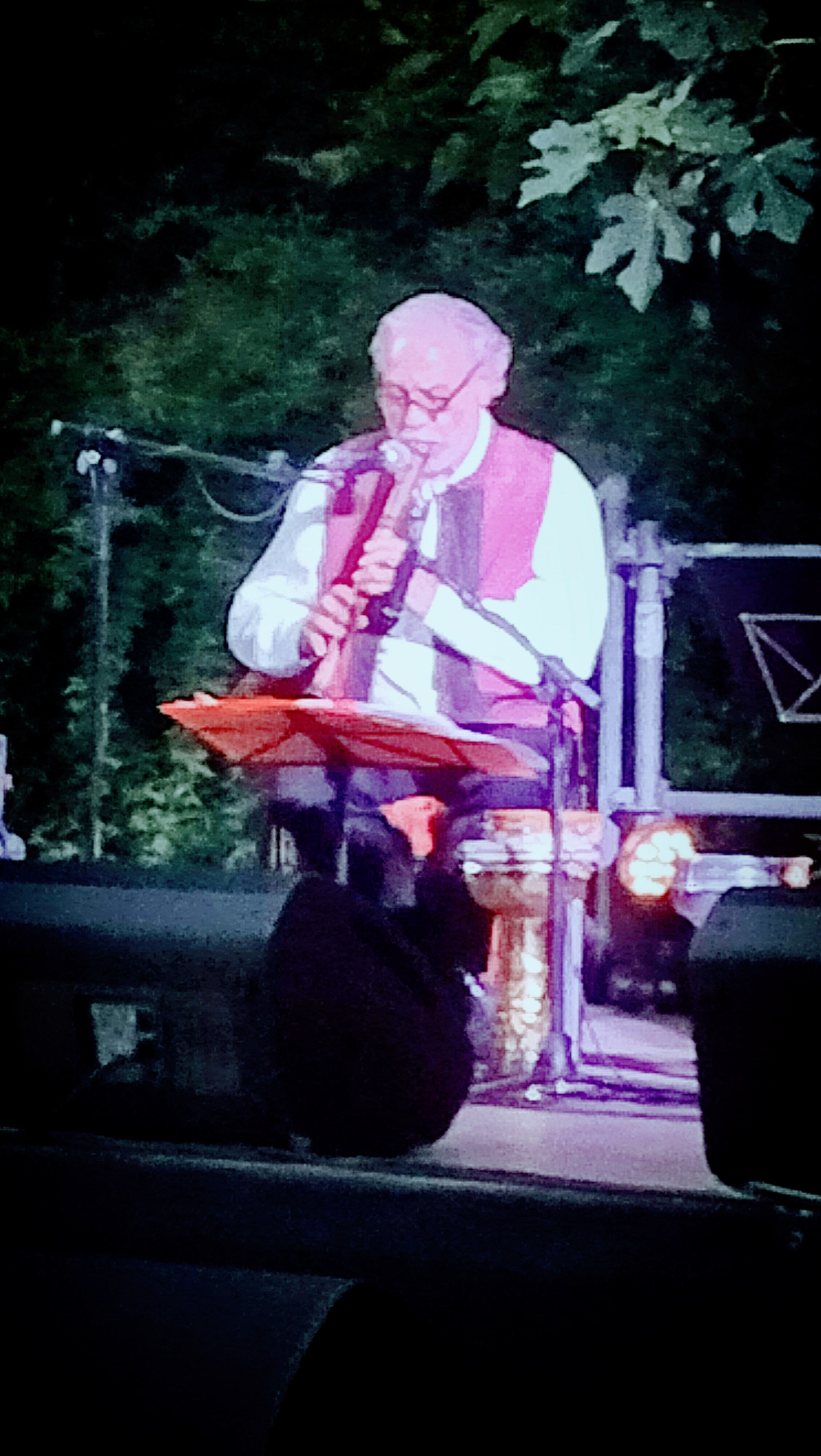
Eduardo Paniagua. 2025

En 1994 crea los grupos Música Antigua para la interpretación y grabación de las Cantigas de Santa María de Alfonso X el Sabio y el Ibn Báya Ensemble, este último junto con el laudista Omar Metioui, para la interpretación y grabación de música andalusí. "Ibn Báya" es una de las transliteraciones posibles del nombre árabe del erudito andalusí conocido en el mundo hispanohablante como Avempace.
En paralelo funda y dirige el sello discográfico Pneuma con el que ha editado alguna de sus grabaciones musicales.

## Discografía
Con Atrium Musicæ de Madrid: (dir. Gregorio Paniagua): 
- La Folía (Harmonia Mundi)
- La Spagna (BIS)
- Musique de la Grèce Antique (Harmonia Mundi)
- Antología de Música Antigua Española

Con Música Antigua:
- PN 010 Cantigas de Toledo (Sony Hispánica 62264)
- PN 020 Cantigas de Castilla y León  (Sony Hispánica 62265)
- PN 060 Ecos del espíritu - Melodías Gregorianas Eduardo Paniagua
- PN 090 Luz de la Mediterranía. De la Occitania a L’Andalucía Medieval
- PN 100 Tres Culturas. Judíos, Cristianos y Musulmanes en la España Medieval
- PN 120 Jardín de Al-Andalus

- PN 170 Alarifes Mudéjares

- PN 210	Cantigas de Castilla-La Mancha
- PN 220	Cantigas – Santa Maria del Puerto vol. I
- PN 230 Poemas de la Alhambra

- PN 240	Cantigas – Remedios Curativos (Sony "Hispánica" 62263)
- PN 250 Núba Al-Istihlál- Música Andalusí
- PN 270 Canciones de Sefarad “Empezar Quiero Contar” Songs Of Sepharad - “I’d Like To Begin The Story"

- PN 280	Cantigas de Madrid : Virgen de Atocha
- PN 290 La felicidad cumplida, Alcázar de Sevilla
- PN 320 El agua de la Alhambra
- PN 340 Bestiario-Cantigas de animales
- PN 360 Ibn' Arabí, El intérprete de los deseos, Taryumán Al-Ashwáq
- PN 370 La llamada de Al-Andalus
- PN 400	Cantigas de Flauta y Tamboril
- PN 420	Cantigas de Extremadura
- PN 450 El Cantar de la Conquista de Almería. Poema Épico Románico y Trovadores de Alfonso VII de Leónel Emperador. 1147
- PN 470 El Crisol del Tiempo • The crucible of time
- PN 490	Cantigas – Caballeros (Sony "Hispánica" 63018)
- PN 500 Wallada e Ibn Zaydún
- PN 510	Cantigas de Italia  (Sony "Hispánica" 60843)
- PN 520	Cantigas de Francia  (Sony "Hispánica" 60842)
- PN 540 Morada del Corazón: Sefarad en al-Andalus, siglos XI–XII (2003)
- PN 550 Aire De Al-Andalus
- PN 570	Cantigas de Jerez  (Sony "Hispánica" 60080)
- PN 580 Maimónides
- PN 590	Cantigas de Sevilla (2 CDs) (Sony "Hispánica" 62859)
- PN 600 Lo mejor de las Cantigas
- PN 610	Cantigas – La Vida de Maria (2CD)
- PN 660 La conquista de Granada. Isabel La Católica, Siglos XV y XVI
- PN 680	Cantigas – El Camino de Santiago en las Cantigas de Alfonso X el Sabio
- PN 690 Latidos de Al-Andalus

- PN 700 Rosa de las rosas (recopilación)
- PN 710 Juana I de Castilla.
- PN 720 Llena de gracia (recopilación)
- PN 730 Santa María, estrela del día (recopilación)

- PN 740	Cantigas de Viola de Rueda
  - Obras Maestras de las Cantigas (recopilación)

- PN 770 Rumi-Ibn Arabí. Oriente & Occidente, Siglo XIII
- PN 780 Sefarad en diáspora
- PN 800 Puentes sobre el Mediterráneo
- PN 810 Klezmer sefardí

- PN 820 Cantigas celtas - Merlin
- PN 840 La Reconquista
- PN 860 Cantigas de Valencia
- PN 880 Cantigas de Bizancio (2CD)
- PN 900 España Del Cid
- PN 930 Mío Cid
- PN 950 Batalla de Alarcos 1195
- PN 960 Rabindranath Tagore
- PN 970 Cantos Místicos Devocionales de al-Ándalus
- PN 980 Cantigas de Catalunya, 2008
- PN 990 Cantigas de Inglaterra, 2008
- PN 1000 Música Antigua
- PN 1050 Agua de al-Ándalus
- PN 1010 Trovadores en Castilla
- PN 1030 Ibn Gabirol
- PN 1040 Cautivo de Amor
- PN 1050 Agua de al-Ándalus
- PN 1070 La flauta de hueso de Alarcos
- PN 1080 Cantigas de Burgos, 2009
- PN 1090 Cantigas de Alemania, 2009
- PN 1100 El agua y los Árabes
- PN 1110 Tesoros de Al-Andalus
- PN 1120 Pasión Sufí
- PN 1140 Zambra de moriscos
- PN 1150 Cantigas de Flandes, 2010
- PN 1160 La rosa de la Alhambra
- PN 1170 Cantigas Del Mar Cantábrico 2010
- PN 1200 Cantos de mujeres en las tres culturas
- PN 1230 Cantigas de Mujeres 2011

- PN 1270 El Canto Visigótico-Mozárabe

- PN 1280 Cantigas de Nuestro Señor 2011
- PN 1300 Peregrinos
- PN 1320 “L´amore mi fa sollazar”
- PN 1340 La viola organista de Leonardo da Vinci (1452-1519)

- PN 1350 Medicina del Alma
- PN 1360 Navas de Tolosa 1212

- PN 1370 Piratas y corsarios

- PN 1380 Cantigas Centenales 2013
- PN 1390 Viaje Interior

- PN 1400 Músicas del Alcázar

- PN 1410 Serranillas del marqués de Santillana (1388 -1458)

- PN 1450 Rosa de Sefarad.
- PN 1470 Calahorra

- PN 1490 Cantigas de Roma 2014[8]
- PN 1500 Ziryab, vino y rosas

- PN 1510 Cantigas de Alejandría 2015
- PN 1520 Ibn Arabí, La morada de la luz

- PN 1530	Cantigas de Ultramar (Doble Cd) 2016
- PN 1540	Cantigas de Jerusalen 2017
- PN 1550 Taifa de Toledo

- PN 1560	Cantigas de Murcia 2017
- PN 1570 Isidro Mozárabe

- PN 1580 Cantigas de Andalucía (Triple Cd)

- PN 1590 Cantigas del Norte de Francia (Doble Cd)

- PN-1610 Cantigas del Sur de Francia: Occitania y Rocamadour
- PN-1590 Cantigas del Norte de Francia: Soissons y Arras.
- PN 1600 Alquimia De La Felicidad
- PN 1620 Cantigas de Provenza y Auvernia[9][10]
- PN 1630 Cantigas del Códice de Toledo
- PN 1640 Ave Maris Stella.

- PN 1650 Cantigas de Huesca. Santa María de Salas, Reino de Aragón.[11]
- PN 1660 El collar de la Paloma. Ibn Hazm, Córdoba 994-1064-Al Mutamid, Sevilla 1040-1095
- PN 1670 Mezquita Catedral, Alma de Córdoba
- PN 1690 Cantigas de Loor
- PN 1430 Regresan los días pasados. Zejel Marinero. Música Andalusí de Constantina, Argelia
- PN 1440 Amantes del Fuego de la Pasión. Qasida Yá ´Ashíqín. Ibn Tuati 1492. Música Andalusí de Constantina, Argelia
- PN 1460 Trovadores Andalusíes. Zejel Bouri. Asoma El Alva
- PN 1700 Himnos y Cantos al martirio de Justo y Pastor S. IV-XVII
- PN 1710 Romances Históricos Gitanos-Gypsy Historical Ballads.

Con Ibn Báya Ensemble:
- Jardín de Al-Andalus
- Walladah (Córdoba 994-1077) and Ibn Zaygun (Córdoba 1003-1071)
- La Llamada de Al-Andalus
- PN  630 Núba Al-Maya
- Ibn Arabi
- El Agua de la Alhambra
- La Felicidad Cumplida
- PN  250 Nuba Al-Istihlal
- Poemas de la Alhambra
- Alarifes Mudéjares
- PN 640 Cantos de la noche- Nuba Rasd D-Dail
- PN 650 Cantos Sufíes de Al-Andalus

Con Cálamus:
- The Splendour of Al-Andalus
- Medieval Women's songs

Varios conjuntos:
- Danzas medievales españolas
- Tres culturas: judios, moros y cristianos en la España medieval
- Luz de la Mediterranía
- Sepharad
- Música Européa del siglo XV para el Organo de papel de Leonardo da Vinci
- Ecos del Espíritu. Melodías Gregorianas
- El Cantar de la Conquista de Almería

## Publicaciones
- Música Europea del siglo XV para el Órgano de papel de Leonardo da Vinci. (en colaboración). Editores Villamonte.

- Los Cuatro Elementos y la Sociedad Red. Con Carlos García Gual, Jose Antonio Marina, Valeriano Bozal, Luis Alberto de Cuenca y Manuel Castells. BBVA, Editorial TF 2000.
- Músicas del Mundo. Instrumentos musicales, Comunidad de Madrid, 2003.
- Rumi e Ibn Arabí. La ciencia del Amor. Libro-CD Editorial Almuzara/Pneuma, 2006.
- Rabindranath Tagore. Cuánto tiempo dura mi viaje. La ciencia del Amor. Libro-CD Editorial Almuzara/Pneuma, 2006.
- Ibn Gabirol (Avicebrón). Caballero de la palabra. La ciencia del Amor. Libro-CD Editorial Almuzara/Pneuma, 2009.

## Galería

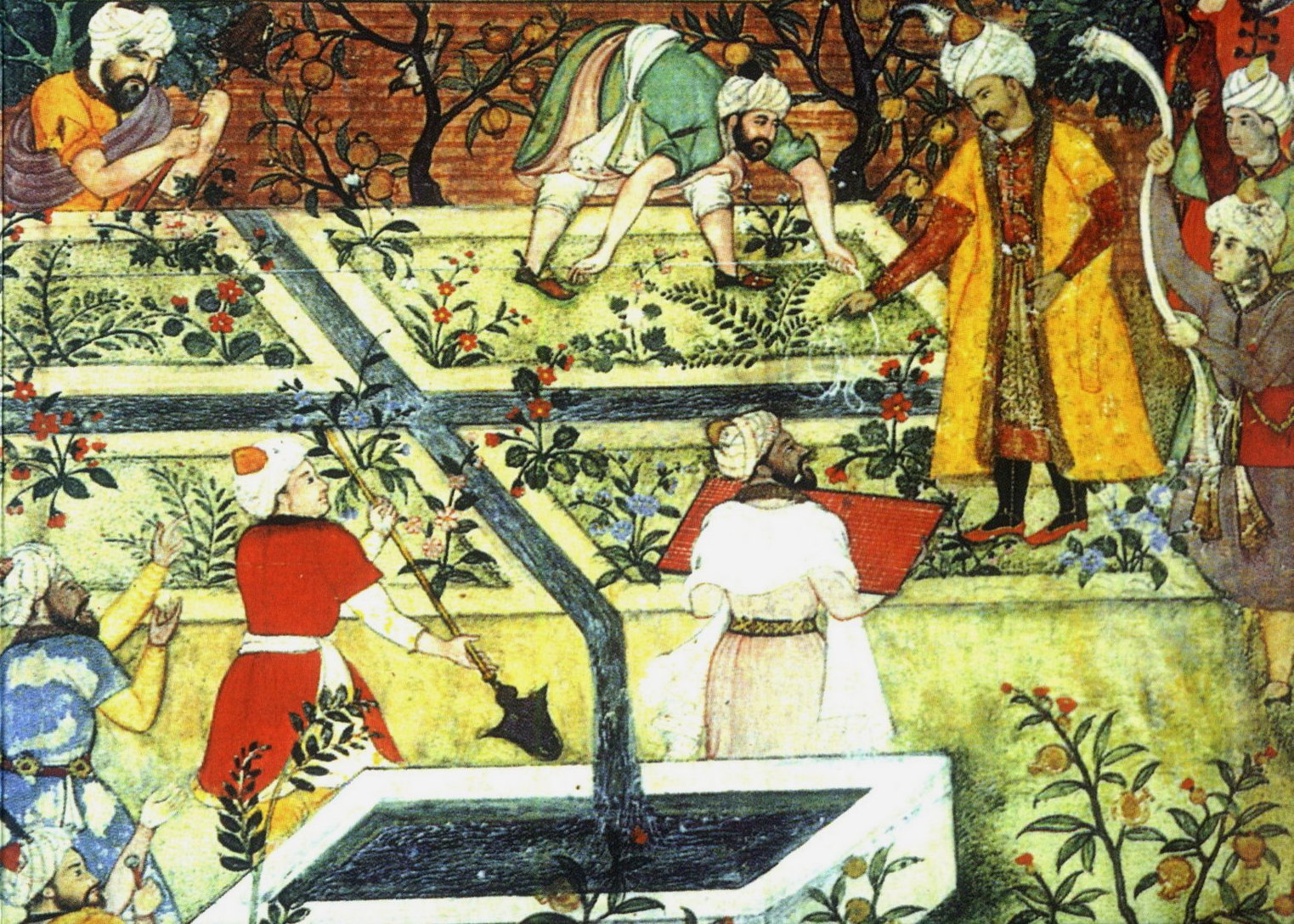
Príncipe supervisando un jardín. Pintura mogol del s. XVI empleada en la portada de El agua de la Alhambra.